# Adelostigma
Adelostigma är ett släkte av korgblommiga växter. Adelostigma ingår i familjen korgblommiga växter.
Kladogram enligt Catalogue of Life:
| Adelostigma | \| \| Adelostigma athrixioides \| \| \| \| \| \| Adelostigma senegalensis \| \| \| \| |
|             | \| \| Adelostigma athrixioides \| \| \| \| \| \| Adelostigma senegalensis \| \| \| \| |
|             | Adelostigma athrixioides                                                              |
|             |                                                                                       |
|             | Adelostigma senegalensis                                                              |
|             |                                                                                       |